# Gemma Zabaleta
María Gemma Aránzazu Zabaleta Areta (San Sebastián, 23 de marzo de 1957) es una política española del País Vasco. Como miembro del Partido Socialista de Euskadi-Euskadiko Ezkerra (PSE-EE), la federación vasca del PSOE, fue consejera de Empleo y Asuntos Sociales del Gobierno Vasco durante el gobierno de Patxi López entre 2009 y 2012.
En su larga carrera política ha sido parlamentaria vasca, senadora, concejala de varios ayuntamientos y alto cargo del Gobierno Vasco y el gobierno foral guipuzcoano. También ha ocupado puestos de responsabilidad internos en el PSE-EE (PSOE), en el que ha destacado dentro de su sector vasquista.

## Biografía
Gemma Zabaleta nació en San Sebastián en 1957. De formación académica es licenciada en Filología Hispánica. Se ha dedicado como tal a la enseñanza de lengua y literatura española como profesora de bachillerato en varios centros de enseñanza de Guipúzcoa como el Instituto de Tolosa y el Instituto Bidebieta de San Sebastián. Posee un puesto de Catedrático de Enseñanza Secundaria en este último instituto, en excedencia desde que comenzó su carrera política.
En el plano personal tiene un hijo. Estuvo casada, pero desde hace años está separada. Habla cinco idiomas: castellano, euskera, inglés, francés y alemán. Es aficionada a la lectura, los viajes y el monte.

## Carrera política institucional
En el Gobierno Vasco de coalición entre PNV y PSOE del lendakari Ardanza durante la III Legislatura (1987-1991), el consejero socialista de Educación, Universidades e Investigación, José Ramón Recalde, eligió a Zabaleta para ocupar un alto cargo de su departamento. Zabaleta fue nombrada en 1988 directora de Renovación Pedagógica del Gobierno Vasco. De aquella época data el ingreso de Zabaleta como militante en el Partido Socialista de Euskadi (PSE-PSOE).
Tras acabar la legislatura, en 1991, Zabaleta pasó a ocupar otro alto cargo en un gabinete de coalición entre PNV y PSE-PSOE, esta vez en la Diputación Foral de Guipúzcoa. Zabaleta fue la diputada foral de Servicios Sociales entre 1991 y 1993. En ese mismo periodo fue simultáneamente concejal en el ayuntamiento de Andoáin, su primer cargo electo, en el que permaneció hasta 1999. Convergió con el resto de su partido en el Partido Socialista de Euskadi-Euskadiko Ezkerra, formado en 1993 por la fusión del PSE-PSOE con Euskadiko Ezkerra.
En las elecciones generales de España de 1993 Zabaleta fue incluida como candidata de su partido al Senado de España por la circunscripción de Guipúzcoa, logrando ser elegida senadora. Estuvo en dicho cargo durante toda la V Legislatura, de 1993 a 1996.
Tras este periodo en Madrid, regresó a la política vasca para ser miembro del gabinete del consejero de trabajo del Gobierno Vasco hasta 1998. En 1998 fue elegida parlamentaria vasca en las elecciones de 1998 por Guipúzcoa, siendo reelegida en las elecciones de 2001, 2005 y 2009. Llevó a cabo una extensa labor parlamentaria durante estos años. En paralelo fue también elegida concejal en el ayuntamiento de Villarreal de Urrechua y portavoz socialista en dicho consistorio.

### Consejera del Gobierno Vasco
En 2009, el candidato del PSE-EE (PSOE) a la presidencia del Gobierno Vasco, Patxi López, fue elegido lendakari con los votos del Partido Popular. López, al diseñar su gabinete, eligió a Gemma Zabaleta para dirigir una nueva consejería que iba a aunar las áreas de Empleo y Asuntos Sociales. Zabaleta renunció a su puesto de parlamentaria tras aceptar el cargo. Durante su mandato como consejera, Zabaleta tuvo que hacer frente principalmente a dos retos: la puesta en marcha del nuevo Servicio Vasco de Empleo-Lanbide y la gestión de las políticas y ayudas sociales en un contexto de crisis económica.
Las políticas activas de empleo, una de las transferencias descritas en el Estatuto de Gernica que quedaban pendientes de transferir por parte del Gobierno central al Gobierno Vasco, era una competencia que ya la tenían todas las comunidades autónomas excepto el País Vasco. Esto se debía a una falta de acuerdo histórico entre los sucesivos ejecutivos nacionalistas y el gobierno central que no se habían puesto de acuerdo sobre el alcance y la cuantía económica de dicha transferencia. Finalmente la transferencia se acordó entre PSOE y PNV. Entró en vigor el 1 de enero de 2011, siendo el gestor de la misma la nueva entidad pública de derecho privado Lanbide.
Por otro lado, en un contexto de fuerte crisis económica y carencia de recursos, el departamento de Zabaleta llevó a cabo un proceso de fiscalización y racionalización de las ayudas sociales para acabar con el fraude. Las nuevas medidas dejaron a muchos de los beneficiarios de ayudas sociales sin ellas, por lo que Cáritas y otros sectores críticos con estas medidas acusaron al Gobierno Vasco en escudarse en la lucha contra el fraude para realizar recortes en las ayudas sociales. La gestión de Zabaleta no estuvo exenta de críticas como las que lanzó el sindicato mayoritario vasco, ELA-STV, que calificó la gestión de Zabaleta como nefasta.
Al poco de anunciarse la convocatoria de las elecciones al Parlamento Vasco de 2012, Zabaleta anunció públicamente que no concurriría a las mismas y que se retiraría de la política para regresar a su puesto de profesora de instituto.

## Líder vasquista dentro del PSE-EE
Gemma Zabaleta, que se autodefine como socialista, vasca y vasquista, ha sido considerada, junto con otros destacados socialistas guipuzcoanos como Jesús Eguiguren u Odón Elorza, como uno de los representantes más significativos del ala vasquista del PSE-EE (PSOE). Como características destacadas, esta corriente interna del partido ha tenido siempre una mayor consideración por los elementos identitarios vascos que el resto de su organización, ha sido partidaria de un modelo federal del estado español, de mantener puentes de comunicación tendidos con la izquierda abertzale y ha tenido como un importante modelo de referencia al PSC catalán.
Zabaleta ha tenido una influencia significativa en la política interna del PSE-EE como referente de dicho sector. Ha sido durante muchos años miembro de la ejecutiva guipuzcoana, y dentro de la ejecutiva vasca fue secretaria institucional durante la última ejecutiva de Nicolás Redondo Terreros. Tras la dimisión de Redondo como secretario general en 2001, Zabaleta disputó dicho cargo con otros dos candidatos, pero finalmente la corriente Nuevo Socialismo Vasco, que lideraba Zabaleta, fue la que menos votos obtuvo, con el respaldo del 6% de los delegados, y Patxi López fue elegido nuevo secretario general.
Zabaleta participó en el colectivo Ahotsak (Voces), un colectivo de mujeres de distintas sensibilidades políticas en favor de una solución dialogada y sin violencia al conflicto vasco, que se creó en 2006 durante el proceso de paz con ETA del Gobierno socialista de Rodríguez Zapatero. Tras el atentado de la T4 cometido por ETA, muchas voces fuera de su partido y algunas dentro, como Rodolfo Ares, criticaron la presencia de una destacada socialista como Zabaleta en dicho foro, donde participaban mujeres vinculadas a la izquierda abertzale como Jone Goirizelaia. Zabaleta se negó a abandonarlo aludiendo a que los principios que movían dicho foro seguían siendo válidos y que en ellos se aludía a la renuncia a la violencia.
En junio de 2014 participó en la cadena humana a favor del derecho a decidir organizada por el colectivo Gure Esku Dago.

## Salida del PSE-EE
El 28 de octubre de 2017, tras la aplicación del Artículo 155 de la Constitución en Cataluña por la declaración unilateral de independencia, anunció que abandonaba la militancia del PSE-EE por el apoyo del PSOE al PP en la aplicación de dicho artículo.
En 2019 acudió a un acto de apoyo a Jone Goirizelaia, histórica dirigente de Herri Batasuna, en su candidatura a la alcaldía de Bilbao por EH Bildu.